# فلاوردیل، ویکتوریا
فلاوردیل (به انگلیسی: Flowerdale) یک شهرک در استرالیا است که در ویکتوریا (استرالیا) واقع شده‌است.